# Los Pepes
Los Pepes (acrònim de «Perseguidos por Pablo Escobar») va ser un grup paramilitar format per narcotraficants exsocis de Pablo Escobar i finançats principalment per la cúpula del Càrtel de Cali, amb l'objectiu d'assassinar Pablo Escobar. El setembre de 1992, Fidel Castaño, Carlos Castaño i Diego Fernando Murillo Bejarano, més conegut com a "Don Berna", es van reunir per crear l'estructura de l'organització dels Pepes. Fidel i Carlos Castaño ja havien fet enllaços amb la cúpula del Càrtel de Cali per tenir el seu suport financer i provisió d'armes, i van optar per començar a operar el gener de 1993 amb aquesta organització criminal amb l'única finalitat d'assassinar Pablo Escobar.

## Origen
L'imperi de Pablo Escobar va començar a caure el 1991 quan estava tancat a La Catedral, una presó finançada i construïda per ell. Els seus socis Gerardo Moncada Cuartas i Fernando Galeano Berrín van anar a la presó a parlar amb Escobar sobre com anaven els seus negocis econòmics. Escobar havia perdut una maleta amb 20 milions de dòlars. Escobar va assassinar Moncada i Galeano, després els seus sicaris els van esquarterar i posteriorment els van cremar. La policia sabia que Moncada i Galeano havien arribat a la presó, però no sabien que no n'havien tornat. Una setmana més tard la policia i l'exèrcit van intervenir en una inspecció, però Escobar va escapar. Des d'aquell moment, Escobar va restar en la clandestinitat i els seus enemics es van unir per acabar amb ell. Un membre fonamental va ser Danilo González, que feia pressió a l'ambaixada americana perquè la DEA i l'CIA comencessin a fer investigacions contra Escobar.

## Operacions
Los Pepes estava format per tres pilars: la violència (germans Castaño), els diners (Càrtel de Cali) i les influències (Don Berna). La major part de la feina la feien els germans Castaño, que anaven preparats amb armament militar per eliminar tots els sicaris d'Escobar. El proposit dels pepes era arruïnar econòmicament Escobar. Un dels punts febles d'Escobar era la seva família, ja que els Pepes aprofitaven per a tenir-lo amenaçat. Un llistat de les obres que atemptaven contra Escobar eren: 
- La crema de dues mansions propietat de la mare d'Escobar.
- La mort de l'advocat d'Escobar, Guido Parra.
- L'amenaça directa a la dona i fills d'Escobar.

## Operació Final
El 2 de desembre de 1993, Pablo Escobar va ser assassinat per membres de l'exèrcit de Colòmbia. Quan es produí la mort d'Escobar el grup, que només va ser format per a matar Escobar, es va dissoldre. El Càrtel de Cali ja havia aconseguit el seu propòsit: acabar amb la competència i així aconseguir ser el major distribuïdor de droga de Colòmbia. Els germans Castaño van seguir amb la seva causa d'acabar amb les FARC.

## Els integrants de los Pepes després de la dissolució del grup
Fidel Castaño va morir el 1994 en combat contra les FARC quan intentaven recuperar un territori a Uraba.
El 2003, Carlos havia fet unes declaracions demanant perdó per tots el assassinats del passat. Vicente, un altre germà Castaño, tenia negocis de narcotràfic, tot i que Fidel i Carlos s'hi oposaven. El 2004, un sicari de Vicente matà Carlos Castaño per ordre de Vicente, ja que tenia por que revelés els seus delictes.
Diego Fernando Murillo, després de la mort de Pablo Escobar, es va quedar amb una gran part del negoci de les drogues i seguí exportant drogues a Amèrica. Don Berna tenia un bloc de recerca a Medellín, ja que les FARC tenien sota amenaça a grans laboratoris. Aquest bloc de recerca va aconseguir el control però va matar moltes persones. Dos mil policies van ser desplegats per Medellin per arrestar a Don Berna, ja que era el culpable d'aquella matança. El 2003, Murillo va acabar a la presó d'Itagui. El 2004, el polític estatunidenc William Wood va dir: Els paramilitars no poden ser extradits, però no veig cap motiu pel qual "Don Berna" no. El govern estatunidenc pressionava perquè el govern colombià fes l'extradició de Don Berna. No es va fer. El 2007 es van trobar proves que Don Berna seguia delinquint des de la mateixa presó. Va ser traslladat a la presó de Macaco on acabaria sent extradit el 13 de maig del 2007 als Estats Units, on encara és presoner.